# 11987 Йонемацу
11987 Йонемацу (11987 Yonematsu) — астероїд головного поясу, відкритий 15 листопада 1995 року.
Тіссеранів параметр щодо Юпітера — 3,321.
Названо на честь Йонемацу (яп. よねまつ(米松)).